# Nieuw-Guinese tweeklauwschildpad
De Nieuw-Guinese tweeklauwschildpad of Nieuw-Guinese tweeklauw (Carettochelys insculpta) is een schildpad uit de familie Nieuw-Guinese tweeklauwschildpadden (Carettochelyidae). Het is enige soort uit deze familie. De soort werd voor het eerst wetenschappelijk beschreven door Edward Pierson Ramsay in 1887. Oorspronkelijk werd de wetenschappelijke naam Carettochelys insculptus gebruikt. 

## Indeling
Het is de enige soort uit het geslacht Carettochelys en de monotypische familie Nieuw-Guinese tweeklauwschildpadden (Carettochelyidae). Deze familie behoort samen met de familie weekschildpadden (Trionychidae) tot de superfamilie Trionychoidea. Ze zijn sterker verwant aan elkaar dan aan de andere schildpadden.

## Uiterlijke kenmerken
Net als de weekschildpadden heeft deze aquatische soort geen hoornplaten maar een plat en ruw schild, de schildpad komt vrijwel nooit uit het water. Het lichaam is volledig op een zwemmende levenswijze aangepast; het buik- en rugschild zijn vergroeid en de poten hebben goed ontwikkelde zwemvliezen. Ze zijn roeispaan-achtig afgeplat en zijn platter dan die van de meeste zwemmende schildpadden. De kop en poten zijn zwart, het schild grijsbruin tot zwart en de buik roze-achtig wit. Mannetjes zijn kleiner dan vrouwtjes, maar hebben een langere en dikkere staart. De bek is snavelvormig en de ogen puilen wat uit, de schildlengte is ongeveer 45 tot 50 centimeter. De Nieuw-Guinese tweeklauwschildpad dankt de naam aan het feit dat aan iedere poot twee tenen zichtbaar zijn aan de uiteinden.
De Engelstalige naam is pignose turtle (varkensneus schildpad) vanwege de duidelijk verlengde neus met relatief grote neusgaten. Hiermee kan schildpad ademhalen zonder de gehele kop boven water te hoeven steken. De complete lengte is 70 tot 75 cm.

## Leefwijze
Het voedsel bestaat voornamelijk uit vis, slakken, soms ook plantendelen en amfibieën. Hun leefwijze is aquatisch. De vrouwtjes leggen hun dunschalige eieren (maximaal 22 per legsel) in een kuiltje op de oever van een rivier.

## Verspreiding en leefgebied
De schildpad komt voor in noordelijk Australië en zuidelijk Nieuw-Guinea. De habitat bestaat uit rivieren, meren en poelen met ondiepe plekken en een modderbodem. 

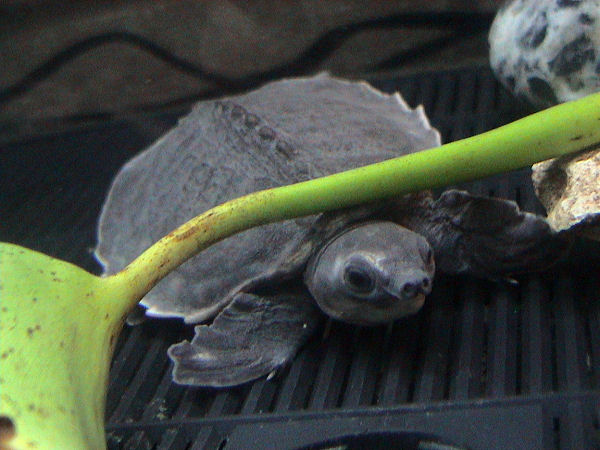
Een juveniel.